# Stor-Sobbträsket
Stor-Sobbträsket är en sjö i Sorsele kommun i Lappland och ingår i Umeälvens huvudavrinningsområde. Sjön har en area på 1,03 kvadratkilometer och ligger 304 meter över havet.

## Delavrinningsområde
Stor-Sobbträsket ingår i det delavrinningsområde (725183-159653) som SMHI kallar för Utloppet av Stor-Sobbträsket. Medelhöjden är 311 meter över havet och ytan är 3,67 kvadratkilometer. Räknas de 2 avrinningsområdena uppströms in blir den ackumulerade arean 10,93 kvadratkilometer. Vattendraget som avvattnar avrinningsområdet har biflödesordning 5, vilket innebär att vattnet flödar genom totalt 5 vattendrag innan det når havet efter 268 kilometer. Avrinningsområdet består mestadels av skog (70 procent). Avrinningsområdet har 1,02 kvadratkilometer vattenytor vilket ger det en sjöprocent på 27,7 procent.